# Marcus Túlio Bassul Haddad
Marcus Túlio Bassul Haddad (Cachoeiro de Itapemirim, 24 de setembro de 1943) é um médico brasileiro.
Foi eleito membro da Academia Nacional de Medicina em 2008, ocupando a Cadeira 8, que tem João Vicente Torres Homem como patrono.